# اوتووا، آیچی
اوتووا، آیچی (به لاتین: Otowa, Aichi) یک منطقهٔ مسکونی در ژاپن است که در ناحیه چوبو واقع شده‌است. اوتووا ۸٬۸۷۰ نفر جمعیت دارد.